# ロシア・ソビエト連邦社会主義共和国の国旗
ロシア・ソビエト連邦社会主義共和国の国旗は、その施行規則によれば「ロシア共和国の主権、他の対等なソビエト連邦構成共和国との自発的交流、労働者・農民・知識人の破られることのない団結、共産主義社会を築くすべての民族・国籍の労働者の友好と兄弟愛の象徴」とされる。

## 変遷
1917年の十月革命後、ボリシェヴィキの支配するロシア社会主義連邦ソビエト共和国は、新たな国旗を制定する必要に迫られた。この時点までは、ロシア帝国が1914年に国旗および商船艦尾旗として定められた白・青・赤の三色旗、そして軍艦旗として定められたアンドレイ旗が使用され続けていた。
1917年11月18日（ユリウス暦11月5日）に第一全ロシア船員会議の第1回会議において採択された決議では、「すべてのロシア軍艦がソビエトの労働者・兵士・農民の代議員による民主主義を擁護するために個々人として立ち上がったことを象徴するような国際旗」をアンドレイ旗の代わりとして掲げることが決議された。そしてグレゴリオ暦12月5日には、バルチック艦隊の司令船クレチェト (ru) に、司令艦旗上に十字状に «СФРР»（«Свободный флот Республики Россия»、すなわち「ロシア共和国自由艦隊」） と赤く刺繍されたものが、艦隊中央委員会の軍令部旗として掲げられた。
続いて翌1918年4月14日に全ロシア中央執行委員会が採択した「ロシア共和国の旗について」の議決にはこうある。
同月20日の艦隊・海軍省第320号法令においてこの旗は国旗・軍旗として採用され、同時に小さなサイズの旗に対しては文字を «Р.С.Ф.С.Р.» と略記することも定められた。この法令には旗の縦横比や文字の色・大きさ・位置についての指定は一切ない。しかし、翌5月にベルリンの在ドイツ大使館で目撃されたロシア国旗は、上部旗竿付近に黄色で5行に渡ってフルネームで国名が書かれた赤旗であったとされる。また、同月の駐露ドイツ大使ヴィルヘルム・フォン・ミルバッハらの証言から、文字色は金色であった可能性が高い。また、現存する2枚の白黒写真からは、縦横比が12対19で、国名は5段組の大文字フルネーム表記であった可能性が高い。
だが2か月後、全ロシア中央執行委幹部会は、外務人民委員部 (ru) を代表してグラフィック・デザイナーのセルゲイ・チェホーニンが作成した新たな国旗のデザイン（赤旗の左上にスラヴ風に装飾した «Р.С.Ф.С.Р.» の文字を配し、その部分を金色の帯で四角形に分割したもの）を承認した。
新たなデザインの国旗は、6月16日の艦隊・海軍省第434号法令により採用された。とはいえ、カントンの大きさや字体に関する規定が必ずしも尊重されたわけではなく、この規定から外れたロシア国旗の写真も数多く残されている。

1918年6月16日から1937年1月21日までの国旗

ただし、同年8月に中央執行幹部会が発行したパンフレットにおいては、国旗のデザインは上に定められたものとは異なり、縦横比5対8の赤旗の左上に、«Р.С.Ф.С.Р.» の文字が十字状にレイアウトされたものが掲載されている。しかし、このデザインの国旗が実際に使用されたかは定かでなく、実際には6月に制定された国旗が1937年まで使用されていた。1925年5月からの新たなロシア共和国憲法 (ru) においては、文言の上で初めて「国旗」の概念が明確化された。しかし、国旗のデザイン自体は1918年に定められたものから変更されていない。
その後、1937年1月21日の第17回臨時ソビエト大会で新たに採択されたロシア共和国憲法 (ru) において、国旗のデザインには次のような変更が加えられた。

1937年1月21日から1954年6月2日までの国旗

1947年2月になると、ソビエト連邦最高会議幹部会は各ソ連構成共和国の国旗を刷新する方針を固め、新たな国旗はソビエト連邦の国旗（赤旗に赤い星と鎌と槌を配したもの）をベースとして、各共和国の歴史的・文化的シンボルを取り入れたものとなった。ロシア共和国の新たな国旗は、ヴァレンチン・ヴィクトロフによるデザインが1954年1月9日にロシア共和国最高会議幹部会によって承認され (s:ru)、同年6月2日に憲法第149条にも追記された (s:ru)。

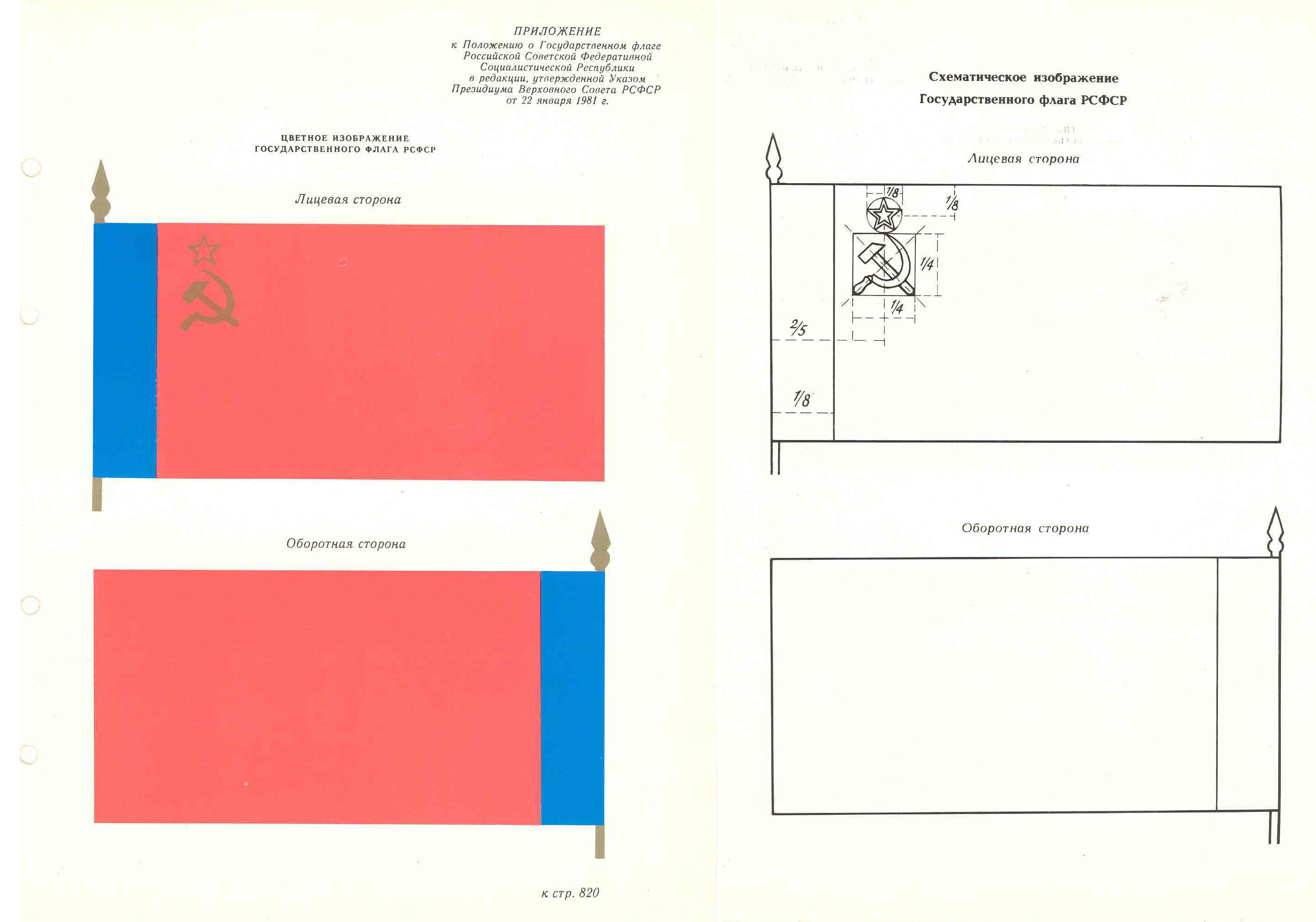
1954年1月9日から1991年8月22日までの国旗とその細則（裏面は1981年1月22日から）

翌1955年12月23日、ロシア共和国最高会議幹部会は国旗についての法令を承認し、その細則を次のように取り決めた。
1991年8月22日、ロシア共和国最高会議は「水平方向に白、瑠璃色、緋色の帯を等幅に配した布」をロシア連邦の新たな国旗とする、と決定した。同年12月1日、ロシア共和国憲法にも国旗の変更が反映された (ru, ru)。

1991年8月22日からソ連崩壊を経て1993年12月11日までの国旗

直後の12月25日、ソビエト連邦の崩壊を以てロシア・ソビエト連邦社会主義共和国はロシア連邦となり、1993年12月11日に新たなロシア連邦国旗が制定された。

## 軍旗・商船旗
1918年4月20日に全ロシア中央執行が船舶旗として承認したものは、3段組の白文字で «Россійская Соціалистическая Федеративная Совѣтская Республика» と表示した赤旗であった。しかし、この旗は海上での使用に難があるとの理由で、翌5月24日に廃止された。

1918年4月20日から5月24日までの船舶旗

翌6月にチェホーニンがデザインした国旗は軍艦旗・商船旗としても採用されたが、これも海上では判別困難であるとしてほとんど使用されなかった。ソビエト憲法委員会第5回大会において、委員会は憲法草案に基づいて、国旗を規定する法に新たな章を付け加えた。7月10日の第5回全ロシア・ソビエト大会においては最初のロシア共和国憲法が採択されたが、その第90条は次のようなものであった。
さらに、全ロシア中央執行幹部会が1920年9月29日に採択し、10月13日に公布されたロシア共和国憲法補則によれば、
とされている。これらの旗の縦横比も1対2であった。